# Mocinnodaphne cinnamomoidea
Mocinnodaphne cinnamomoidea là loài thực vật có hoa trong họ Nguyệt quế. Loài này được Lorea-Hern. miêu tả khoa học đầu tiên năm 1995.